# Simeon Hadîrcă
Simeon Hadîrcă este un general din Republica Moldova.
Deține funcția de șef Direcția Drept vamal, colaborare internațională și integrare europeană a Serviciului vamal al Republicii Moldova. A fost avansat de către președintele Petru Lucinschi la gradul de general de brigadă.